# Matías Lescano
Matías Lescano (Córdoba, 29 settembre 1979) è un ex cestista argentino con cittadinanza italiana.

## Palmarès

### Squadra
- Liga LEB Oro: 2

Saragozza 2002: 2007-08, 2009-10
- Copa Príncipe de Asturias: 1

Saragozza 2002: 2004

### Individuale
- MVP Copa Príncipe de Asturias: 1

Saragozza 2002: 2004